# Miriam Hyde
Miriam Hyde (15. ledna 1913 – 11. ledna 2005) byla australskou skladatelkou, pianistkou, hudební učitelkou a poetičkou.
Složila mnoho písní, klavírních a flétnových skladeb, komorních i orchestrálních skladeb. Její osobitý styl představuje prolínání stylů impresionismu a postromantismu.

## Život
Hyde se narodila v Adelaide. Učila se pak se svou matkou, než začala navštěvovat Elder Conservatorium v Adelaide. Později vyhrála stipendium k Royal College Music v Londýně, kde byla oceněná několika skladatelskými cenami.
Vrátila se do Adelaide v roce 1936 . Brzy se pak přestěhovala do Sydney, kde pracovala jako skladatelka a lektorka.
V roce 1981 byla oceněná Vyznamenáním British Empire (OBE). V roce 1991 jí byla udělena Officer Order Austrálie (AO). V roce 1991 – 92 byla také korunovaná jako Mezinárodní žena roku a byla oceněná čestným doktorátem od Macquarie University .
Své 90. narozeniny oslavila koncerty napříč celou Austrálií.
Hyde zemřela v roce 2005, jen několik dnů před svými 92. narozeninami.